# Shirley (Arkansas)
Shirley é uma cidade  localizada no estado americano de Arkansas, no Condado de Van Buren.

## Demografia
Segundo o censo americano de 2000, a sua população era de 337 habitantes.
Em 2006, foi estimada uma população de 342, um aumento de 5 (1.5%).

## Geografia
De acordo com o United States Census Bureau, a localidade tem uma área de 6,4 km², dos quais 6,2 km² cobertos por terra e 0,2 km² cobertos por água. Shirley localiza-se a aproximadamente 151 m acima do nível do mar.

## Localidades na vizinhança
O diagrama seguinte representa as localidades num raio de 32 km ao redor de Shirley.